# Bob Morley
Robert Alfred "Bob" Morley (Kyneton, Victoria állam, Ausztrália, 1984. december 20. –) ausztrál színész.

## Élete és pályafutása
Filippínó anya és  ausztrál–ír származású apa gyermeke. Édesapja elhunyt, amikor Bob még kisgyermek volt. Egy kynetoni farmon nőtt fel Victoriában. A 11. osztályig drámát tanult az iskolában, ám abban az évben úgy döntött, abbahagyja. Egy interjún elmondta, hogy rossz tanuló volt, és nem vette túl komolyan a dolgokat.
Pályafutását színházi produkciókkal és rövidfilmekben való szerepléssel kezdte. 2006-ban megkapta Drew Curtis szerepét az Otthonunk című ausztrál szappanoperában, amiért jelölték a Most Popular New Male Talent Logie díjra. Morley feltűnt a 2007-es It Takes Two énekes versenysorozatban. Hat hét után otthagyta a műsort, majd 2008-ban az Otthonunk sorozatot is, hogy az Aranypart drámasorozatban szerepelhessen. 2011-ben csatlakozott az ausztrál Szomszédok stábjához Aidan Foster személyében.
2014-től 2020-ig A visszatérők című posztapokaliptikus sorozatban főszereplőként Bellamy Blake-t alakította.

## Filantrópia
2016 szeptember 21-én saját tervezésű pólóival gyűjtött a Beyond Blue ("Túl a Kéken") ausztrál alapítványnak, melynek fő profilja a mentális egészség. 2017-ben is tervezett egy pólót, a kampány bevételével a JED Alapítványt támogatta. Ez a nonprofit alapítvány az érzelmi egészséget és az öngyilkosság megelőzést helyezte fókuszába.
2017 szeptemberében A visszatérők színészeivel együtt csatlakozott a BC Gyermek Kórház Jótékonysági Futball rendezvényéhez a kanadai Vancouverben.
2020 januárjában Morley és felesége, Eliza Taylor közösen indítottak egy pólókampányt, melynek bevételével a megyei tűzrendészetet és az ausztrál Vöröskeresztet támogatták a 2019-2020-as tüzek alatt.